# Johannes van Moorsel
Johannes van Moorsel (Groningen, 1902. július 9. – Rotterdam, 1977. augusztus 31.) holland nemzetközi labdarúgó-játékvezető. A rotterdami Erasmus Egyetem vezérigazgatója, a közgazdaság tudomány doktora.

## Pályafutása

### Nemzeti játékvezetés
Az I. Liga játékvezetőjeként vonult vissza.

### Nemzetközi játékvezetés
A Holland labdarúgó-szövetség Játékvezető Bizottsága (JB) terjesztette fel nemzetközi játékvezetőnek, a Nemzetközi Labdarúgó-szövetség (FIFA) 1932-től tartotta nyilván bírói keretében. A FIFA JB központi nyelvei közül a angolt beszélte.  Több nemzetek közötti válogatott és klubmérkőzést vezetett, vagy működő társának partbíróként segített. A holland nemzetközi játékvezetők rangsorában, a világbajnokság-Európa-bajnokság sorrendjében többedmagával a 34. helyet foglalja el  találkozó szolgálatával. Az aktív nemzetközi játékvezetéstől 1936-ban búcsúzott. Válogatott mérkőzéseinek száma: 9.

#### Labdarúgó-világbajnokság
A világbajnoki döntőhöz vezető úton Olaszországba a II., az 1934-es labdarúgó-világbajnokságra, valamint Franciaországba a III., az 1938-as labdarúgó-világbajnokságra a FIFA JB bíróként alkalmazta. A FIFA JB elvárásának megfelelően, ha nem vezetett, akkor valamelyik társának partbíróként segített. 1934-ben az egyik negyeddöntőn, 1938-ban az egyik nyolcaddöntőn, a megismételt nyolcaddöntőn, valamint az egyik elődöntőn volt partbíró. Világbajnokságokon vezetett mérkőzéseinek száma: 1 + 4 (partbíró).

##### 1934-es labdarúgó-világbajnokság

###### Világbajnoki mérkőzés
| Időpont         | Helyszín                         | Mérkőzés típusa    | Mérkőzés               | Eredmény | Nézők száma |
| --------------- | -------------------------------- | ------------------ | ---------------------- | -------- | ----------- |
| 1934. május 24. | Benito Mussolini Stadion, Torino | egyik nyolcaddöntő | Ausztria–Franciaország | 3 – 2    | 16 000      |